# 魯鐸 (弘治湖廣進士)
魯鐸（1461年—1527年），字振之，號戒菴，又号东冈居士、莲北居士，学者称莲北先生，晚年称止林老人。湖廣沔陽州景陵縣（今湖北天门市）人，明朝政治人物。

## 生平
成化二十二年（1486年）丙午科湖廣鄉試第九名舉人，弘治十五年（1502年）中会试第一，殿试位居二甲第二名。選庶吉士，历官翰林院编修。他闭门自守，不妄交人。武宗即位，鲁鐸代替丁忧的倫文叙出使安南，谢绝馈赠。正德二年（1507年）十月，迁国子监司业。丁忧服阕，五年九月复除原职。十年四月擢南京国子监祭酒，十一年九月改北祭酒。十二年八月称病归返。嘉靖初年，经刑部尚书林俊推荐，用孝宗朝谢鐸旧例，重新起用为南祭酒。逾年，又申请停职。累征不起，年六十有七卒，谥文恪，賜祭葬。《明史》有传，称其“以德望重于时”。

## 著作
- 《東廂集》、《西廂集》
- 《已有園集》、《蓮北集》、《使交集》
- 《戒菴文集》10卷、《魯文恪公文集》10卷

## 家族
曾祖鲁勝祖。祖父鲁源。父鲁仕贤。母朱氏。严侍下。兄鲁镇、魯銓。